# Murdannia pauciflora
Murdannia pauciflora là một loài thực vật có hoa trong họ Commelinaceae. Loài này được (G.Brückn.) G.Brückn. mô tả khoa học đầu tiên năm 1930.